# آناندا کوماراسوامی
آنَنْدَا کوماراسوامی (به انگلیسی: Ananda Coomaraswamy) (۱۹۴۷ − ۱۸۷۷ میلادی) محقّق و نویسنده و مترجم و اندیشمندِ انگلیسی زبانِ هندی الاصلِ نیمه اوّلِ قرن بیستم میلادی است.

## زندگی
آنَنْدَه کینتِش کومَرَسوامی در ۲۲ اوت ۱۸۷۷ میلادی از پدری سیلانی و مادری انگلیسی در شهر کلومبوِ سیلان (سری لانکا) متولد شد. پدرش در سال ۱۸۷۹ یعنی زمانی که آنَنده تنها دو سال داشت درگذشت. کومرسوامی تحصیلاتش را تا ورود به دانشگاه لندن ادامه داد و دکترای خود را در رشته زمین‌شناسی اخذ کرد. بیست و چهار ساله بود که با اتل ماری ازدواج کرد و پس از اندک مدّتی به سیلان بازگشت. علاوه بر شوقی که از ابتدای زندگی‌اش به سرزمین و آیین خود نشان می‌داد در طی بازگشت به سیلان شیفته فرهنگ و هنر مشرق زمین شد. علاوه بر انگلیسی و سیلانی با زبانهای فرانسه، آلمانی، لاتین، یونانی، تمیل، سانسکریت، هندی، پالی، ایتالیایی، اسپانیایی و فارسی آشنایی داشت. ضمن اینکه در آن دوران آثاری مانند «هنر سری‌لانکا در قرون وسطی» و «هنر و صنعت هند و سیلان» از کوماراسوامی منتشر شده بود، در سال ۱۹۱۷ موزه هنرهای زیبای شهر بوستون از او دعوت کرد تا برای تأسیس نخستین بخش فرعی هنر هندی در موزه‌ای آمریکایی به آنجا منتقل شود. او این دعوت را پذیرفت و سی سال پایان زندگی‌اش را تا هنگام درگذشتش در هفتم سپتامبر ۱۹۴۷ در بوستون گذارند؛ دورانی که سخت تحت تأثیر نوشته‌های رنه گنون قرار گرفت.

## آثار و اندیشه‌ها
در زمینهٔ فلسفهٔ هنر «دگرگونیِ طبیعت در هنر»، «چرا آثار هنری را به نمایش بگذاریم؟» و «فلسفهٔ مسیحی و شرقی هنر» شاید مهم‌تر از بقیه باشد. کومرسوامی اظهار می‌کند که اگر غربیان خواهان نزدیک شدن به هنر شرقی و درک آن‌اند، بهتر است تا نگرش مدرسی را چنان‌که هست، دریابند. این رویکرد، نقطهٔ عزیمت او جهت آشنا ساختن غربیان با فلسفهٔ مسیحی هنر است. عبارات کومرسوامی پیرامون هنر شرقی و مسیحی همواره همراه با نقد هنر مدرن از دو موضع ارائه می‌شود: یکی گرایش‌های متقدم هنر مدرن که سعی دارد با عمق‌نمایی کاذب، عرضیات اشیاء را آن چنان‌که در طبیعت هستند، بازتاباند، و دیگری نقد او به جریان‌های متاخر هنر مدرن که بی اعتنا به وجه ملکوتی اشیاء، واقعیت ناسوتی را پست‌تر از آنچه هست، در حدّ خیال‌پردازی‌ها و موهومات هنرمندی که سخت اسیر فقر معنوی گشته و گمان می‌کند نمایش توهّماتش بسیار مهم است، به نمایش درمی‌آورد. از اینجاست که برخی از حکمای جاویدان خرد، سوررئالیسم به معنی فراواقع‌گرایی را سوبرئالیسم نامیده‌اند، یعنی فروواقع‌گرایی. اما در حیطهٔ هنر حقیقی و راستین، به عالی‌ترین معنا، هنر کاربردی است و نظریه‌هایی نظیر «هنر برای هنر» دارای هیچ اعتباری نیست. کاربردی بودن این هنر از تهیهٔ وسائلی که انسان در زندگی روزمرهٔ خود با آن‌ها در ارتباط است گرفته تا به نظم درآوردن کثرت موجودات در سایهٔ وحدت الهی را شامل می‌شود.
«زمان و بی زمانی» که بر اساس ادیان و مابعدالطبیعه‌های بزرگ جهان شامل بخش‌های آئین هندو، بودا، اسلام، مسیحیّت و یونان است، جلد دوم از سه‌گانه‌ای که راجر لیپسی از مقالات و یادداشت‌های وی جمع‌آوری کرده‌است که با عنوان «متافیزیک» به چاپ رسیده و شامل مقالات بی‌نظیری می‌باشد، مانند «معنای مرگ»، «نمونه‌گرایی ودائی»، «روان‌شناسی سنّتی هندی»، «توحید ودائی»، «ودانتا و سنّت غربی»، «ابلیس کیست و جهنم کجاست؟»، «آموزهٔ ودائی خاموشی»، «یادآوریِ هندی و افلاطونی» و نیز کتابهای دیگری چون «آئین هندو و بودا»، «رویکردی نو به وداها: نوشتاری در باب ترجمه و تفسیر» و بسیاری از آثار دیگر کوماراسوامی که در باب متافیزیک ادیان نوشته شده‌است، دارای دیدگاهی بی‌همتا در این زمینه‌اند، یعنی همان بصیرتی که تنها از دل سنّت می‌توان آن را کسب کرد. براستی کوماراسوامی دارای خردی سنّتی فارغ از پیش‌فرض‌های مدرن بود. واژهٔ سنت‌گرا برای کسی که با سنّت یکّه و یگانه گشته بسی حقیر است.
همانند گنون، کومرسوامی نیز توجه به رمز و تمثیل را سخت مهم می‌دانست، ضمن آنکه اهتمام او به هنر سنّتی که به معنای حقیقی کلمه، در همهٔ صورش هنری رمزی است، موجب خلق آثار بی‌نظیری در باب رمزپردازی شده‌است، چه مقالاتی که در مورد آموزهٔ جهانی نمادپردازی و فهم رموز فراهم آورده و چه نوشته‌های دیگری که پیرامون نمادهای سنن مختلف بحث می‌کند. مقالاتی چون «رمزها» *، «تأویل رمزها» *، «رمزپردازی کمان» (که این سه در مجموعه‌ای از مقالات او که با عنوان «تمدّن چیست؟» به چاپ رسیده، یافت می‌شود) و نیز کتابهایی چون «عناصر شمائل نگاری بودائی» و «منشأ تصویر بودا» از این دستْ آثارند.
در قیاس با گنون، شاید کوماراسوامی چندان مشغول نقد مدرنیسم نبوده باشد، حال آنکه کمتر نوشته‌ای خالی از نقد تجدد از او یافت می‌شود؛ می‌خواهد آن نوشته تبین و تشریح ادیان باشد یا دربارهٔ هنر و پیشه‌وران و اصول و معیارهای زندگی سنّتی. وی در پایان زندگانیش نگارش مجموعهٔ آثاری موسوم به «Bugbear Series» را که مستقیماً نقد مدرنیسم بود، به عهده گرفت، ولی تنها Bugbear of Literacy، که در صدد براندازی خدایان دروغین تجددگرایی با توسّل به اصول تعقّلی بود، پیش از درگذشت وی منتشر شد.

## نوشته‌ها
سیّد حسین نصر از نخستین کسانی بود به نگارش کتاب‌شناسی کوماراسوامی همت گماشت. سال‌ها بعد پسرِ کوماراسوامی، راما، کتاب‌شناسی پدرش را تدوین کرد. پس از او یکی از جامع‌ترین کتاب‌شناسی‌های کوماراسوامی را جیمز اس. کراوچ در مجلّدی به انتشار رساند. این کتاب‌شناسی شامل بیش از هزار آیتم است.
چند کتاب از کوماراسوامی به فارسی ترجمه شده است، از جمله:
- مبانی سنتی هنر و زندگی (ترجمه امیرحسین ذکرگو)
- فلسفه هنر مسیحی و شرقی (ترجمه امیرحسین ذکرگو)
- مقدمه‌ای بر هنر هند (ترجمه امیرحسین ذکرگو)
- استحاله طبیعت در هنر (ترجمه صالح طباطبایی)
- هنر و نمادگرایی سنتی (ترجمه صالح طباطبایی)

از کتاب‌های دیگرش:
- افسانه‌های هندوان و بودائیان
- تاریخ هنر هندی و اندونزیایی